# Сірково
Сірко́во (рос. Серково) — присілок у складі Щолковського міського округу Московської області, Росія.

## Населення
Населення — 263 особи (2010; 253 у 2002).
Національний склад (станом на 2002 рік):
- росіяни — 92 %